# Chichi-jima-Vorfall
Als Chichi-jima-Vorfall, auch Ogasawara-Zwischenfall genannt, wird ein Fall von Kannibalismus bezeichnet, der zu den japanischen Kriegsverbrechen im Zweiten Weltkrieg  zählt. Ende 1944 töteten japanische Soldaten auf der japanischen Insel Chichi-jima acht amerikanische Kriegsgefangene und aßen Körperteile von vier von ihnen.

## Hergang
Neun amerikanische Piloten der US-Navy entkamen aus ihren Flugzeugen, nachdem sie bei Bombenangriffen auf Chichi-jima, einer kleinen Insel 700 Meilen (1.100 km) südlich von Tokio, im September 1944 abgeschossen worden waren. Acht der Piloten, Lloyd Woellhof, Grady York, James „Jimmy“ Dye, Glenn Frazier Jr., Marvell „Marve“ Mershon, Floyd Hall, Warren Earl Vaughn und Warren Hindenlang, wurden gefangen genommen und schließlich hingerichtet. Der neunte und einzige Überlebende war der spätere US-Präsident George H. W. Bush, ebenfalls ein 20-jähriger Pilot, da er von einem amerikanischen U-Boot gerettet wurde.
Nach dem Krieg stellte sich heraus, dass die gefangenen Flieger vor ihrer Hinrichtung geschlagen und gefoltert worden waren. Die Soldaten der Marineflieger (Navy) wurden auf Befehl von Generalleutnant Tachibana Yoshio enthauptet. Japanische Offiziere aßen dann Körperteile von vier der Männer.

## Gerichtsverfahren
Tachibana und 11 weitere Japaner wurden im August 1946 im Zusammenhang mit der Hinrichtung von US-Marinefliegern und Kannibalismus von mindestens einem von ihnen im August 1944 vor Gericht gestellt. Da das Militär- und das Völkerrecht Kannibalismus nicht speziell behandelten, wurden sie wegen Mordes und „Verhinderung eines ehrenvollen Begräbnisses“ verurteilt.
Dieser Fall wurde 1947 auch in den Kriegsverbrecherprozessen von Guam  untersucht, und von den 30 angeklagten japanischen Soldaten wurden vier Offiziere (darunter Generalleutnant Tachibana, Major Matoba und Hauptmann Yoshii) für schuldig befunden und gehängt. Alle anderen Soldaten und der Sanitätsoffizier auf Probe Teraki Tadashi wurden nach acht Jahren freigelassen.
Vizeadmiral Kunizo Mori, der zum Zeitpunkt des Vorfalls den Luftwaffenstützpunkt Chichi-jima befehligte, war der Ansicht, dass der Verzehr von menschlicher Leber medizinische Vorteile habe. Für seine Beteiligung an dem Vorfall wurde er zunächst zu einer lebenslangen Haftstrafe verurteilt. Nachdem seine Untergebenen jedoch des Essens von Körperteilen von Gefangenen während ihrer Zeit an der Südfront überführt worden waren, wurde er in einem separaten, von den Niederlanden organisierten Prozess wegen Kriegsverbrechen in Niederländisch-Ostindien zum Tode verurteilt und anschließend gehängt.